# GSTZ1
GSTZ1 (англ. Glutathione S-transferase zeta 1) – білок, який кодується однойменним геном, розташованим у людей на короткому плечі 14-ї хромосоми. Довжина поліпептидного ланцюга білка становить 216 амінокислот, а молекулярна маса — 24 212.
| 10         |  | 20         |  | 30         |  | 40         |  | 50         |
| ---------- |  | ---------- |  | ---------- |  | ---------- |  | ---------- |
| MQAGKPILYS |  | YFRSSCSWRV |  | RIALALKGID |  | YKTVPINLIK |  | DRGQQFSKDF |
| QALNPMKQVP |  | TLKIDGITIH |  | QSLAIIEYLE |  | EMRPTPRLLP |  | QDPKKRASVR |
| MISDLIAGGI |  | QPLQNLSVLK |  | QVGEEMQLTW |  | AQNAITCGFN |  | ALEQILQSTA |
| GIYCVGDEVT |  | MADLCLVPQV |  | ANAERFKVDL |  | TPYPTISSIN |  | KRLLVLEAFQ |
| VSHPCRQPDT |  | PTELRA     |  |            |  |            |  |            |

A: Аланін

C: Цистеїн

D: Аспарагінова кислота

E: Глутамінова кислота

F: Фенілаланін

G: Гліцин

H: Гістидин

I: Ізолейцин

K: Лізин

L: Лейцин

M: Метіонін

N: Аспарагін

P: Пролін

Q: Глутамін

R: Аргінін

S: Серин

T: Треонін

V: Валін

W: Триптофан

Кодований геном білок за функціями належить до трансфераз, ізомераз, фосфопротеїнів. 
Задіяний у таких біологічних процесах, як ацетилювання, альтернативний сплайсинг. 
Локалізований у цитоплазмі.